# 모리시타 테츠오
모리시타 테츠오(일본어: 森下 哲夫 もりした てつお[*], 1945년 3월 2일 ~ 2019년 2월 7일)는 일본의 배우였다. 2019년 2월 7일 향년 만 73세로 별세했다.

## 출연작

### TV 드라마
- 전자전대 메가레인저 - 닥터 히네라 역